# Carla Belovari
Carla Belovari (Murska Sobota, 1987.) hrvatska je pjevačica i profesorica njemačkog jezika.

## Životopis
Rođena je 1987. godine u Murskoj Soboti u Sloveniji, za vrijeme putovanja njezine obitelji iz Hrvatske u Njemačku. Odrasla je u Ingolstadtu u Njemačkoj, gdje se i obrazovala. Kako je odmalena pokazivala veliko zanimanje za glazbu i pjevački talent, u Ingolstadtu je pohađala i Glazbenu gimnaziju (Musisches Gymnasium). Nakon državne mature preselila se u Zagreb i upisala na Filozofski fakultet, gdje je studirala njemački jezik i književnost.

## Glazbena karijera
Sa 16 godina pridružila se osmočlanom glazbenom sastavu The Stevebyrd Band. Svirali su funk i soul, te 2003. godine snimili i album, nazvan Welcome to Stardust Club.
Povratkom u Hrvatsku, za vrijeme studija prijavila se na audicije prve sezone pjevačkog natjecanja Hrvatska traži zvijezdu 2009. godine. Prošla je sve audicije i na kraju završila natjecanje na 5. mjestu. Sljedeće godine svoj prvi singl Otići na vrijeme, za koji je napisala i glazbu i riječi. Sa svojom pjesmom Sad osjećam to, laganog i ležernog ritma 1970-ih, nastupila je i na Dori, hrvatskom izboru za Pjesmu Eurovizije.
U suradnji s Nenom Belanom snimila je pjesmu Nama najbolji 2014. godine. Tri godine kasnije izdala je svoj debitantski album Soul na ranu s četrnaest pjesama, žanrovski između soula, ritam i bluesa i jazza. Među ostalima, na albumu se ističe pjesma Melodija, koju je snimila u suradnji s Matijom Dedićem na glasoviru.